# Ihar Stasevich
Ihar Mikalayevich Stasevich (tiếng Belarus: Ігар Стасевіч; tiếng Nga: Игорь Стасевич; sinh 21 tháng 10 năm 1985) là một cầu thủ bóng đá Belarus hiện tại thi đấu cho Shakhtyor Soligorsk.

## Sự nghiệp quốc tế
Tính đến ngày 18 tháng 11 năm 2020
| Đội tuyển quốc gia | Năm       | Trận | Bàn |
| ------------------ | --------- | ---- | --- |
| Belarus            | 2007      | 6    | 0   |
| Belarus            | 2008      | 1    | 0   |
| Belarus            | 2009      | 4    | 1   |
| Belarus            | 2010      | 0    | 0   |
| Belarus            | 2011      | 0    | 0   |
| Belarus            | 2012      | 2    | 0   |
| Belarus            | 2013      | 0    | 0   |
| Belarus            | 2014      | 7    | 1   |
| Belarus            | 2015      | 7    | 0   |
| Belarus            | 2016      | 3    | 0   |
| Belarus            | 2017      | 4    | 1   |
| Belarus            | 2018      | 10   | 1   |
| Belarus            | 2019      | 9    | 1   |
| Belarus            | 2020      | 8    | 0   |
| Belarus            | 2021      | 2    | 0   |
| Tổng cộng          | Tổng cộng | 63   | 5   |

### Bàn thắng quốc tế
Bàn thắng và kết quả của Belarus được để trước.
| #  | Ngày              | Địa điểm                                          | Đối thủ     | Bàn thắng | Kết quả | Giải đấu                    |
| -- | ----------------- | ------------------------------------------------- | ----------- | --------- | ------- | --------------------------- |
| 1. | 1 tháng 4, 2009   | Sân vận động Trung tâm Almaty, Almaty, Kazakhstan | Kazakhstan  | 3–1       | 5–1     | Vòng loại World Cup 2010    |
| 2. | 4 tháng 9, 2014   | Borisov Arena, Barysaw, Belarus                   | Tajikistan  | 1–0       | 6–1     | Giao hữu                    |
| 3. | 13 tháng 11, 2017 | Sân vận động Ramaz Shengelia, Kutaisi, Gruzia     | Gruzia      | 1–0       | 2–2     | Giao hữu                    |
| 4. | 8 tháng 9, 2018   | Sân vận động Dinamo, Minsk, Belarus               | San Marino  | 1–0       | 6–0     | UEFA Nations League 2018–19 |
| 5. | 24 tháng 3, 2019  | Windsor Park, Belfast, Bắc Ireland                | Bắc Ireland | 1–1       | 1–2     | Vòng loại Euro 2020         |

## Danh hiệu
BATE Borisov
- Vô địch Giải bóng đá ngoại hạng Belarus: 2006, 2007, 2008, 2009, 2010, 2015, 2016, 2017
- Vô địch Cúp bóng đá Belarus: 2005–06, 2009–10, 2014–15
- Vô địch Siêu cúp bóng đá Belarus: 2010, 2015, 2016, 2017

Gomel
- Vô địch Cúp bóng đá Belarus: 2010–11